# 카일 리처즈
카일 리처즈(Kyle Richards Umansky, 1969년 1월 11일 ~ )는 미국의 배우이다.

## 출연 작품
- 할로윈 킬스 (2021년) - 린지 월리스 역